# Club Sport La Libertad
Il Club Sport La Libertad è una squadra di calcio della città di San José in Costa Rica.
Fondata il 5 novembre 1905, il Club Sport La Libertad poté giocare il suo primo "match" il 1º luglio 1906 contro il Club Sport La Juventud. La Juventud vinse 1-0.
Con l'arrivo del campionato nazionale nel 1921, la squadra poté dimostrare la sua grandezza. Non ebbe successo quel primo anno, ma l'anno seguente ottenne il primo dei suoi sette subcampeonatos.
Nel 1925 vinse il suo primo campionato, impresa che ripete l'anno seguente (1926). Un altro titolo arrivò nel 1929, poi nel 1934, 1942 e l'ultimo di essi, nel 1946, sei campionati in totale. Solo Saprissa, Alajuelense e Herediano hanno vinto più titoli che La Libertad.
Nel torneo del 1946, che consisté di sole sei partite, i "libertos" superarono di un punto l'Herediano, ottenendo quindi il menzionato sesto campionato. Da allora le cose sarebbero cambiate. La squadra entrò in declino e nel 1960 discese in seconda divisione per mai più ritornare.
Come gesto di riconoscimento, la selezione costaricana usò un'uniforme bianca e nera a righe nel mondiale d'Italia '90 nelle partite contro Brasile e Svezia. Dopo qualche tempo nel dimenticatoio, oggigiorno, La Libertad sta competendo nel gruppo 4 della seconda divisione di ANAFA (Fútbol aficionado).

## Palmarès

### Competizioni nazionali
- Campionato costaricano: 6

1925, 1926, 1929, 1934, 1942, 1946
- Coppa della Costa Rica: 7

1925, 1929, 1933, 1934, 1934*, 1935, 1937
- Segunda División de Costa Rica: 7

1922, 1923, 1930, 1933, 1934, 1939, 1959

### Altri piazzamenti
- Campionato costaricano:

Secondo posto: 1922, 1923, 1927, 1932, 1936, 1941, 1947
Terzo posto: 1921, 1924, 1933